# رزیدور هتل
رزیدور هتل (انگلیسی: Rezidor Hotel) شرکت مهمان‌نوازی سوئدی است، که در سال ۱۹۶۰ تأسیس شد.